# Jirel von Joiry

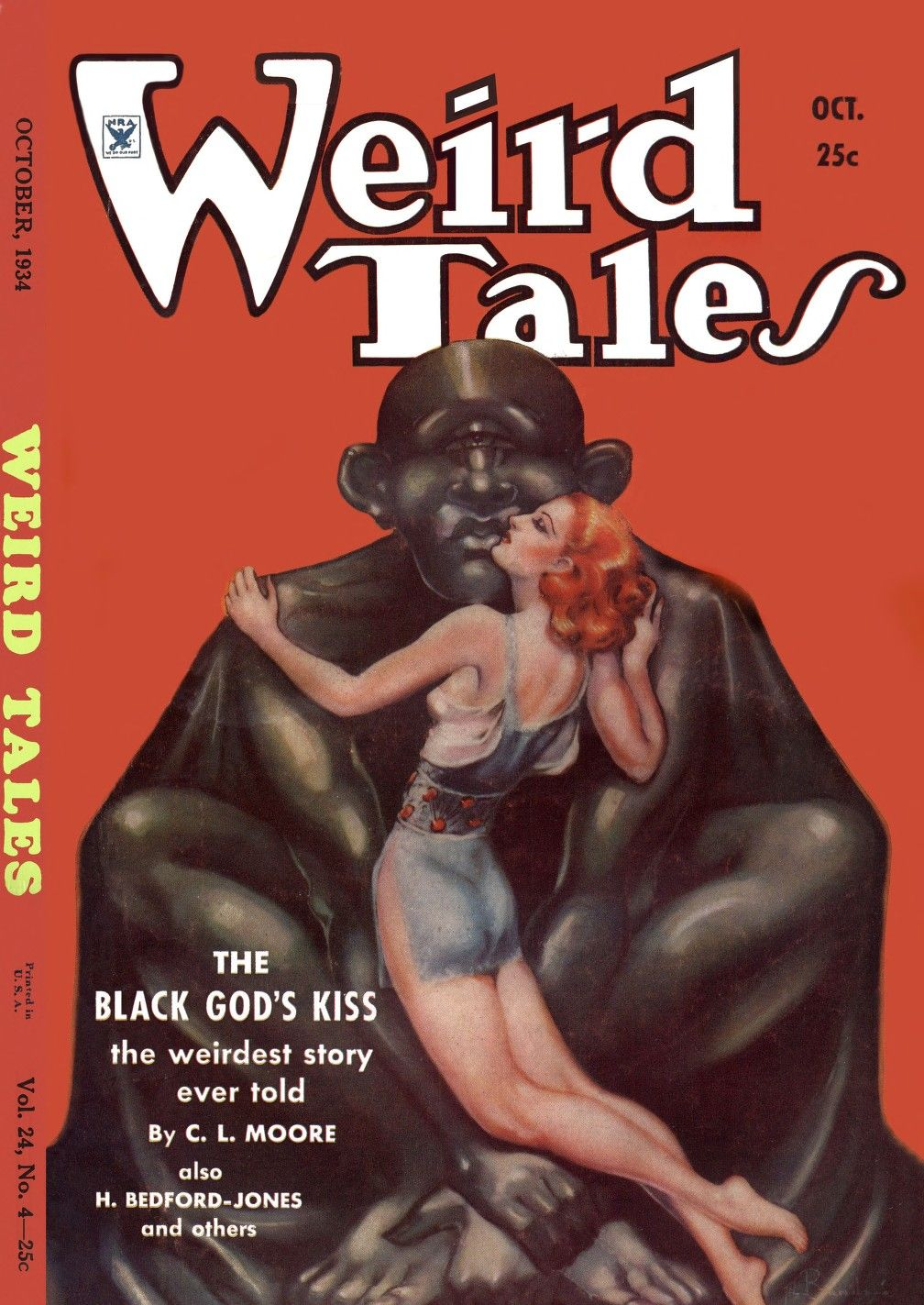
Deckblatt der Oktoberausgabe 1934 des Magazins Weird Tales mit der Geschichte Black God's Kiss.

Jirel von Joiry ist die Hauptfigur einer Reihe von Fantasy-Kurzgeschichten der amerikanischen Autorin Catherine L. Moore. Sie trat erstmals in der Kurzgeschichte Der Kuss des schwarzen Gottes auf.
Die insgesamt sechs Erzählungen erschienen zwischen Oktober 1934 und April 1939 in dem Pulp-Magazin Weird Tales. 

## Hintergrund
1934 waren im Fantasygenre weibliche Helden noch selten anzutreffen, weibliche Charaktere waren oft nur Beiwerk der Handlung. Mit Jirel von Joiry führte Moore eine Heldin ein, die zwar kämpferisch handelt, jedoch nicht lediglich eine Übertragung des männlichen Helden in eine weibliche Rolle darstellt, sondern betont weibliche Charakterzüge hat. Damit wurde die Rolle der Frau in diesem Genre neu definiert.
Im Kuss des schwarzen Gottes wird Jirels Erscheinung und Gebaren folgendermaßen beschrieben:

„She was tall as most men, and as savage as the wildest of them […]. The face above her mail might not have been fair in a woman’s head-dress, but in the steel setting of her armor it had a biting, sword-edge beauty as keen as the flash of blades. The red hair was short upon her high, defiant head, and the yellow blaze of her eyes held fury as a crucible holds fire.“

„Sie war so groß wie die meisten Männer und so wild wie irgend ein Mann […]. Das Gesicht der Ritterin hätte mit dem Kopfputz einer Dame nicht schön wirken mögen, doch umrahmt vom Stahl ihrer Rüstung hatte es die schneidende Schönheit einer Klinge, scharf wie ein blitzendes Schwert. Das rote Haar stand kurz auf ihrem hohen, trotzigen Haupt und das gelbe Blitzen ihrer Augen war zornerfüllt wie ein Schmelztiegel voller Feuer.“

Suzy McKee Charnas umschreibt das in ihrer Einleitung einer Sammlung der Jirel-Geschichten als „Rambo-eske Johanna von Orleans“.
In einer Nachbemerkung zu der von Lester del Rey herausgegebenen Sammlung The Best of C. L. Moore schrieb Moore:

„Wenn man nach Shambleau auch von Jirel liest, wird man bemerken, wie sehr sich die beiden Frauen ähneln. Sie bestimmten den Grundton für einen erheblichen Teil meines Schreibens bis ich Henry Kuttner traf und heiratete. Heute erkenne ich, dass – zweifellos unbewusst – es zwei Versionen der Person sind, die ich gerne gewesen wäre.“

Wie der Anthologist Karl Edward Wagner bemerkte:

„Like her creator, Jirel was a redhaired beauty and fiercely independent—arguably one of the genre’s first liberated heroines. Jirel was not simply Conan in a brass bra. Moore portrayed Jirel with a depth of characterization and a sure grasp of feminine feeling that placed Jirel generations beyond the rest of the pulp field.“

„Wie ihre Autorin war Jirel eine leidenschaftlich unabhängige rothaarige Schönheit – vielleicht eine der ersten emanzipierten Heldinnen des Genres. Jirel war nicht einfach Conan im Panzer-BH. Moore zeichnete Jirel mit einer Tiefe und einer sicheren Hand für die Darstellung weiblicher Emotionen, welche Jirel einen Vorsprung von Jahrzehnten gegenüber anderen Heftromanheroinen gab.“

Heute sind Fantasy-Amazonen und weibliche Superhelden etwas durchaus Geläufiges, doch 1934 gab es kaum etwas Vergleichbares. Es gab einige Vorbilder: Die Amazonen der antiken Mythen; einige weibliche Ritter in der Literatur wie Bradamante in Ariostos Orlando furioso, die jungfräuliche Ritterin Britomartis in Spensers Versepos The Faerie Queene und die ebenfalls jungfräuliche Jungfrau von Orleans. Das Debüt von Wonder Woman lag noch sechs Jahre in der Zukunft, Sheena würde erst 1937 das Licht des Dschungels erblicken und die allenfalls vergleichbaren Figuren Robert E. Howards wie Red Sonya of Rogatino, die im Januar 1934 in der Kurzgeschichte The Shadow of the Vulture (deutsch Horde aus dem Morgenland) erschien, oder die erstmals 1936 auftretende Valeria, die Kampfgefährtin und Geliebte Conans, waren letztlich keine ausgeformten Hauptfiguren. Howards historische Erzählungen mit der ebenfalls rothaarigen Agnes de Chastillon erschienen postum erst in den 1970er Jahren.
Die Zeit war jedenfalls reif: Nachdem in den 1920er Jahren die weiblichen Protagonisten stark dezimiert worden waren, sah man gegen Ende der 1930er zahlreiche neue weibliche Hauptfiguren, darunter einige Superheldinnen wie Watt Dells mit Superkräften und Röntgenblick ausgestattete Olga Mesmer (1937, die erste Comic-Superheldin) und die im Dunkeln leuchtende Vera Ray (1940) sowie die Golden Amazon von John Russell Fearn (1939).
Ein Merkmal, das Jirel von den keuschen bzw. jungfräulichen Heldinnen der Ritterromane unterscheidet, ist ihr durchaus aufgeschlossenes Verhältnis zur Sexualität.
So bekennt sie im Kuss des schwarzen Gottes: „Weiß Gott, lockere Liebe ist mir nicht fremd – doch eines Mannes Spielzeug sein für eine Nacht oder zwei, bevor er dir das Genick bricht oder dich als Sklavin verkauft – und erst, wenn Guillaume dieser Mann ist!“ Es ist also nicht Sexualität an sich, die sie ablehnt, sondern die grinsende Überheblichkeit des Macho-Eroberers Guillaume, der sie zur rasenden Furie werden lässt. Erst als Guillaume durch den dämonischen Kuss übermannt wimmernd in die Knie sinkt, kann Jirel Mitleid empfinden und zugleich sich ihre wahren Gefühle für Guillaume eingestehen.

## Erzählungen
- Black God’s Kiss / Der Kuss des schwarzen Gottes

Jirels Burg wird erobert. Sie steigt hinab in eine fantastische Unterwelt, um eine Waffe gegen den Eroberer zu finden. Als sie diesen mit einem verhängnisvollen Kuss getötet hat, bedauert sie ihre Tat.
- Black God’s Shadow / Der Schatten des schwarzen Gottes
- Jirel Meets Magic / Der Turm der Welten
- The Dark Land / Das dunkle Land
- Quest of the Starstone
- Hellsgarde

## Bibliografie
Einzelerzählungen
- Black God’s Kiss. In: Weird Tales. Vol. 24, Nr. 4 (Oktober 1934). Übersetzungen:
  - Der Kuß des schwarzen Gottes. Übersetzt von Lore Straßl. In: C. L. Moore: Jirel, die Amazone. Pabel (Terra Fantasy #25), 1976. Auch als: Der Kuss des Schwarzen Gottes. In: C. L. Moore: Jirel, die Amazone. Festa (Festa Dark Fantasy #1102), 2002, ISBN 3-935822-44-8. Auch in: Frank Festa (Hrsg.): Das rote Zimmer. Festa (H. P. Lovecrafts Bibliothek des Schreckens #2625), 2010, ISBN 978-3-86552-088-3.
  - Der Kuß des schwarzen Gottes. Übersetzt von Irene Holicki. In: C. L. Moore: Der Kuß des schwarzen Gottes. Heyne SF&F #3874, 1982, ISBN 3-453-30760-7. Auch in: C. L. Moore: Shambleau. Heyne (Bibliothek der Science Fiction Literatur #77), 1990, ISBN 3-453-03929-7.
- Black God’s Shadow. In: Weird Tales. Vol. 24, Nr. 6 (Dezember 1934).
  - Deutsch: Der Schatten des schwarzen Gottes. Übersetzt von Lore Straßl. In: Jirel, die Amazone. 1976. Auch in: Jirel, die Amazone. 2002.
- Jirel Meets Magic. In: Weird Tales. Vol. 26, Nr. 1 (Juli 1935).
  - Deutsch: Der Turm der Welten. Übersetzt von Lore Straßl. In: Jirel, die Amazone. 1976. Auch in: Jirel, die Amazone. 2002.
- The Dark Land. In: Weird Tales. Vol. 27, Nr. 1 (Januar 1936).
  - Das dunkle Land. Übersetzt von Lore Straßl. In: Hugh Walker (Hrsg.): Schwerter, Schemen und Schamanen. Pabel (Terra Fantasy #32), 1977.
- mit Henry Kuttner: Quest of the Starstone. In: Weird Tales. Vol. 30, Nr. 5 (November 1937).
  - Deutsch: Das Geheimnis des Sternensteins. Übersetzt von Lore Straßl. In: Jirel, die Amazone. 2002.
- Hellsgarde. In: Weird Tales. Vol. 33, Nr. 4 (April 1939). Übersetzungen:
  - Hellsgarde. Übersetzt von Ingrid Rothmann. In: Walter Spiegl (Hrsg.): Science-Fiction-Stories 25. Ullstein 2000 #45 (2964), 1973, ISBN 3-548-02964-1. Auch als: Hellsgate. In: L. Sprague de Camp (Hrsg.): Schwerter und Magie. Ullstein (Ullstein Science Fiction & Fantasy #31160), 1973, ISBN 3-548-31160-1.
  - Hellsgarde. Übersetzt von Lore Straßl. In: Jirel, die Amazone. 2002.

Sammlungen
- Jirel of Joiry. Paperback Library, 1969. Auch als: Black God’s Shadow. Donald M. Grant, 1977, ISBN 0-686-27900-X. Neuausgabe: Ace Books, 1996, ISBN 0-441-38570-2.
- Black Gods and Scarlet Dreams. Gollancz / Orion (Millennium / Gollancz Fantasy Masterworks #31), 2002, ISBN 0-575-07417-5 (Omnibus-Ausgabe von Jirel-von-Joiry- und Northwest-Smith-Geschichten, Quest of the Starstone ist nicht enthalten).
- Black God’s Kiss. Mit einer Einleitung von Suzy McKee Charnas (Where No Man Had Gone Before). Paizo Publishing (Planet Stories #3), 2007, ISBN 978-1-60125-045-2.

Deutsche Zusammenstellungen:
- Jirel, die Amazone. Pabel (Terra Fantasy #25), 1976.
- Jirel, die Amazone. Festa (Festa Dark Fantasy #1102), 2002, ISBN 3-935822-44-8.